# Benna rhyparoptera
Benna rhyparoptera är en insektsart som beskrevs av Stsl 1870. Benna rhyparoptera ingår i släktet Benna och familjen kilstritar.
Artens utbredningsområde är Filippinerna. Inga underarter finns listade i Catalogue of Life.